# Сибирский научно-исследовательский институт метрологии
Сибирский государственный ордена Трудового Красного Знамени научно-исследовательский институт метрологии (СНИИМ) — научно-производственная организация, в сферу деятельности которой входят фундаментальные научные исследования проблем метрологии, производство эталонов физических единиц и выполнение НИОКР для ряда экономических отраслей и нужд оборонного комплекса. Основан в 1944 году. Расположен в Новосибирске.

## История

### Советский период
31 августа 1944 г. на базе управления Комитета по делам мер и измерительных приборов и эвакуированных в Новосибирск лабораторий Харьковского, Ленинградского и Московского институтов метрологии создаётся Новосибирский государственный институт мер и измерительных приборов (НГИМИП).
В 1955 году при НГИМИП создаётся вторая в стране метрологическая база.
В 1968 году открывается аспирантура, в этом же году институт переименовывают в Сибирский Государственный научно-исследовательский институт метрологии.
В 1976 году выходит постановление о создании при институте Сибирского эталонного комплекса. СНИИМ получает вторичные эталоны нового поколения фактически для всех видов измерений.
В 1984 году коллектив СНИИМ награждается орденом Трудового Красного Знамени за успешное решение задач метрологического обеспечения. К этому времени институт занимает ведущие позиции в сфере измерений тепловых потоков, слабых магнитных полей, малых длин и углов среди других институтов метрологии.
В 1988 году завершается постройка 12-этажного лабораторного корпуса дублеров государственных эталонов.
В 1989 году институт переименовывают в Сибирский государственный Ордена Трудового Красного Знамени научно-исследовательский институт метрологии.

### Российский период
В 1993 году институт получает статус Государственного научного метрологического центра.
В 1999 году директор СНИИМ в Международном бюро мер и весов подписывает «Договорённость о взаимном признании национальных эталонов и сертификатов на измерения и калибровки, выдаваемых национальными метрологическими институтами».
В 2008 году СНИИМ создаёт Государственный первичный эталон единицы поверхностной плотности теплового потока ГЭТ 172-2008 для метрологического обеспечения энергосберегающих областей промышленности и изучения процессов теплообмена в научных исследованиях.
В 2013 году институт разрабатывает Государственный первичный эталон единицы угла фазового сдвига между двумя электрическими сигналами в частотном диапазоне от 0,1 МГц до 65 ГГц ГЭТ 207-2013.
В 2019 году институт реорганизован в Западно-Сибирский филиал ВНИИФТРИ.

## Руководители
- В. В. Варнелло (1945—1964);
- В. А. Васильев (1964—1980);
- Б. П. Филимонов (1980—1997)
- В. Я. Черепанов (1997—2004);
- А. Кондрашов (2004), застрелен в октябре 2004 года в Ленинском районе Новосибирска[2][3][4];
- В.Ф. Матвейчук (2004—2013);
- Г. В. Шувалов (2013—н.в.).